# Lintorf (Bad Essen)
Lintorf – dzielnica gminy samodzielnej (niem. Einheitsgemeinde) Bad Essen w Niemczech, w kraju związkowym Dolna Saksonia, w powiecie Osnabrück. Leży na północnej krawędzi masywu gór Wiehengebirge.